# Enregistrement (installation classée)
Pour les articles homonymes, voir Enregistrement.
En France, l'enregistrement est un régime d'autorisation simplifiée, créé en 2009, qui concerne les installations classées pour la protection de l'environnement (ICPE) dont les risques sont considérés comme maîtrisés, c'est-à-dire des installations relativement simples et standardisées, situées dans des environnements peu sensibles. Il est organisé par les articles R. 512-46-1 et suivants du Code de l'environnement et constitue un régime intermédiaire entre les régimes d'autorisation et de déclaration. Son objectif est de simplifier les procédures administratives, réduire les délais d'instruction, standardiser les prescriptions techniques applicables à certains installations et responsabiliser les exploitants.
De plus en plus de rubriques ICPE et donc d'installations industrielles sont concernées par ce régime.

## Historique
Le régime d’enregistrement a été mis en place au niveau législatif par l’ordonnance no 2009-663 du 11 juin 2009. Le décret no 2010-368 du 13 avril 2010 a précisé les procédures applicables dans ce cadre. 
Le décret no 2010-367 du 13 avril 2010 modifie la nomenclature des installations classées et introduit le régime d’enregistrement pour une première série d’installations : les stations-services, les entrepôts de produits combustibles, bois, papier, plastiques, polymères ainsi que les entrepôts frigorifiques. D'autres décrets sont ensuite parus afin d'introduire le régime de l'enregistrement dans d'autres rubriques ICPE et ce régime continue de monter en puissance avec de plus en plus de rubriques ICPE concernées,.

## Objectifs
En créant ce nouveau régime intermédiaire, compris entre celui de la déclaration et celui de l'autorisation, le Gouvernement avait pour objectif :
- La simplification administrative notamment pour les petites installations dont le fonctionnement, les risques et les impacts potentiels sont bien connus.
- La diminution des délais d’instruction (cinq à sept mois, contre environ un an pour les installations soumises à autorisation).
- La standardisation, au niveau national, des prescriptions techniques applicables à ce type d'installation. L’expérience a en effet montré que l’instruction des demandes d’autorisation, procédure longue et complexe tant pour l’entreprise que pour l’administration, conduisait à prendre dans de nombreux cas des prescriptions qui auraient quasiment pu être énoncées en amont de l’étude d’impact, de l’étude de dangers et de la procédure d’enquête publique. Il est ainsi apparu, que pour un nombre significatif de demandes d’autorisation, des prescriptions générales, élaborées au niveau national, auraient pu s’appliquer avec la même efficacité.
- Une certaine responsabilisation des exploitants, dans la mesure où ils doivent démontrer dans le dossier de demande d’enregistrement qu’ils seront à même de respecter les prescriptions techniques applicables à leur projet.

Lors de sa mise en place en 2009, le Gouvernement prévoyait que « le nouveau régime concernera environ un quart des installations actuellement soumises à autorisation préfectorale, par exemple des entrepôts de produits non dangereux, des ateliers de mécanique, de travail du bois ou des métaux ou des petites installations agroalimentaires ».
La création du régime d'enregistrement permet également de rationaliser les inspections des inspecteurs des ICPE, les installations étant soumises à ce régime n'étant visitées qu'environ une fois tous les 7 ans, contrairement aux installations soumises à autorisation qui sont inspectées plus fréquemment.

## Procédure

### Demande d'enregistrement
Tout projet d’installation classée relevant du régime de l'enregistrement doit faire l'objet d'une demande d'enregistrement avant sa mise en service, qui se présente, depuis le 16 mai 2017, sous la forme d'un formulaire Cerfa qui comporte notamment la description de la sensibilité environnementale de la zone d'implantation et celle des incidences notables du projet sur l'environnement. Le dossier de demande d'enregistrement est déposé à la préfecture du département dans lequel l'installation est projetée. Le dossier complet doit comporter : 
- une description succincte des activités prévus, ainsi que leur classement dans la nomenclature des ICPE ;
- des cartes et plans de l'installation concernée ;
- dans le cas d'une implantation sur un site nouveau, une proposition sur l'usage futur du terrain en cas d'arrêt de l'activité. Cette proposition doit être accompagnée de l'avis des maires des communes concernées et du propriétaire du terrain ;
- une description des capacités techniques et financières de l'exploitant ;
- une justification du fait que l'activité prévue est compatible avec les documents d'urbanismes de la commune (POS, PLU ou carte communale) ;
- si le projet se situe dans une zone Natura 2000, les incidences sur la zone doivent être évaluées ;
- justification de la compatibilité de l'installation projetée avec l'arrêté ministériel de prescriptions générales qui concerne la ou les rubriques ICPE pour lesquelles l'installation est classée. Il s'agit de la pièce centrale du dossier ;
- justification de la compatibilité de l'installation avec les plans et programmes existants, notamment SDAGE, SAGE, schéma des carrières, plans de préventions des déchets et programmes d'actions pour la protection des eaux contre la pollutions par les nitrates.

Le dossier est instruit par l'inspection des installations classées et le dossier, une fois complet, est soumis :
- à l’avis du conseil municipal des communes concernées ;
- à une consultation du public pendant 4 semaines (soit une durée identique à une enquête publique).

L’ensemble des informations recueillies fait l’objet d’un rapport de synthèse préparé par l’inspection des installations classées.
En l’absence de mesures particulières, l’enregistrement peut être prononcé par le préfet par arrêté préfectoral, sans autre procédure.
En cas de demande d'aménagement des prescriptions générales ou sur proposition de l’inspection des installations classées, ou en cas d’avis défavorable au dossier d’enregistrement, le rapport de synthèse et les propositions de l’inspection sont présentés à l’avis du conseil départemental de l’environnement et des risques sanitaires et technologiques (CODERST) après échange avec l’exploitant. La décision peut ensuite être prononcée par le préfet (arrêté d’enregistrement ou de refus).
Le délai d'instruction de la demande d’enregistrement est compris entre 5 mois (en l'absence de mesures particulières) et 7 mois (en cas de passage au CODERST).

### Basculement en autorisation environnementale
Dans le cas où la sensibilité environnementale du milieu le justifie ou si le cumul des incidences du projet avec celles d'autres projets d'installations, ouvrages ou travaux situés dans cette zone le justifie (critères n°1 et n°2 de l'article L. 512-7-2 du Code de l'environnement), le Préfet peut décider de soumettre le projet à évaluation environnementale, ce qui implique notamment que la demande suivra la procédure d'autorisation environnementale complète, avec réalisation par le pétitionnaire d'une étude d'impact et d'une étude de dangers et organisation d'une enquête publique par l'administration,.
Si l'aménagement des prescriptions générales applicables à l'installation, sollicité par l'exploitant, le justifie (critère n°3 de l'article L. 512-7-2 du Code de l'environnement), le Préfet peut décider que la demande suivra la procédure d'autorisation environnementale sans toutefois être soumis à évaluation environnementale, ce qui implique que le pétitionnaire devra notamment réaliser une étude d'incidence environnementale. Ce basculement doit être annoncé au plus tard 30 jours après la fin de la mise à disposition des documents au public.

## Prescriptions techniques
Chaque exploitant d'une installation classées qui relève du régime d'enregistrement doit a minima respecter, sauf demande de dérogation instruite dans le cadre de la demande d'enregistrement, des prescriptions techniques ministérielles standardisées qui visent à diminuer les impacts de l'installation sur son environnement (rejets aqueux, rejets atmosphériques, gestion des déchets, émissions sonores, prévention des risques industriels, etc.). Dans le cadre de l'instruction, le pétitionnaire doit démontrer qu'il sera en mesure de respecter ces prescriptions techniques. Pour cela, le ministère élabore des guides qui indiquent les justificatifs attendus de la part du pétitionnaire dans son dossier de demande d'enregistrement,.

## Critiques
La « simplification » des procédures est régulièrement critiquée par France Nature Environnement (FNE), comme contraire à l’esprit du Grenelle de l'Environnement et rendant possible un droit d’exploiter sans étude d'impact préalable ni enquête publique. FNE craint alors que ce soit un moyen détourné de ne pas embaucher ou financer les inspecteurs de l'environnement nécessaires au contrôle des ICPE françaises ou que soit envisagée une privatisation du contrôle des ICPE,.